# Tlapanechi
I Tlapanechi sono un gruppo etnico indigeno dello stato messicano di Guerrero. La loro lingua, il Me'phaa, fa parte della famiglia oto-mangue, e sono parenti stretti dei Subtiaba del Nicaragua. Oggi i Tlapanechi abitano negli stati di Morelos ed Oaxaca oltre che a Guerrero. In tutto il Messico ce ne sono circa 75000.
In tempi precolombiani abitavano le montagne isolate che corrono lungo la Costa Chica, poco a sud-est dell'odierna Acapulco. Il loro territorio veniva chiamato Yopitzinco dagli Aztechi, i quali chiamavano questo popolo Yopi. Yopitzinco non fu mai conquistato dagli Aztechi, e rimase un'enclave indipendente all'interno del loro impero. La principale città tlapaneca fu Tlapan, ed il nome Tlapanechi in lingua nahuatl significa "abitanti di Tlapan". 

## Religione
I Tlapanechi spiegano i fenomeni naturali tramite la mitologia, come il mito della creazione degli dei del sole (Akha'), della luna (Gon') e del fuoco (Akuun mbatsuun'), tutti nati sulle rive del fiume creato da Akuun ñee, dea della sauna temazcal e protettrice della dualità caldo/freddo. 
Un altro importante elemento della loro cultura è il nagualismo. Quando nasce un bambino si dice che contemporaneamente nasca un animale, e che quell'animale sia il Nagual del bimbo. Nessuno tranne il bambino sa quale sia il suo nagual, dato che si mostra al bambino solo in sogno.
| Controllo di autorità | LCCN (EN) sh87002628 · GND (DE) 7722537-5 · BNF (FR) cb12255013c (data) · J9U (EN, HE) 987007532065105171 |